# Villány
Villány è una città dell'Ungheria situato nella contea di Baranya, nella regione del Transdanubio Meridionale di 2.480 abitanti (dati 2009)

## Società

### Evoluzione demografica
Secondo i dati del censimento 2001 il 93,5% degli abitanti è di etnia ungherese